# Mikamis Liebensweise
Mikamis Liebensweise (jap. 三神先生の愛し方, Mikami-sensei no Aishikata) ist eine Manga-Serie des japanischen Zeichners Hiro Aikawa, die von 2014 bis 2019 in Japan erschien. Der romantische Comedy-Shōjo-Manga wurde ins Deutsche und Englische übersetzt.

## Handlung
Bereits seit vielen Jahren kennt Natsume Aihara den neun Jahre älteren Sosuke Mikami. Als ihr Nachbar war er immer um sie herum und hat sie beschützt, aber auch verhindert, dass sie andere Jungs kennenlernt. War sie als Kind noch in ihn verliebt, so wurde er ihr irgendwann zu aufdringlich. Nun ist Mikami an der Uni und Natsume kommt auf die Oberschule, wo sie hofft, endlich einen Freund zu finden. Doch auch hier trifft sie plötzlich auf Mikami: Dieser hat hier nach seinem Studium als Lehrer zu arbeiten angefangen. Viele ihrer Klassenkameradinnen finden den gutaussehenden Mikami nett, doch Natsume fürchtet, dass er wieder ihre Beziehungen zu Mitschülern stört. Und so taucht Mikami tatsächlich bei einer Gruppenverabredung auf, bleibt in ihrer Nähe und hilft Natsume. Schließlich gesteht Mikami ihr, dass er sie liebt. Noch ehe Natsume weiß, wie sie damit umgehen soll, bekommt sie Konkurrenz in Form von Mikamis Studienfreundin Tanabe.

## Veröffentlichungen
Der Manga erschien ab September 2014 zunächst in Einzelkapiteln im Magazin Bessatsu Friend bei Kodansha. Das letzte Kapitel wurde in der November-Ausgabe im Oktober 2019 publiziert. Ein Zusatzkapitel erschien im darauffolgenden Dezember in der Januar-Ausgabe. Der Verlag brachte die Kapitel auch gesammelt in acht Bänden heraus. Davon schafften es der dritte, vierte und fünfte in die Manga-Verkaufscharts; Band 3 verkaufte in den ersten beiden Wochen über 51.000 Exemplare, der Band 5 verkaufte sich in der gleichen Zeit über 44.000 Mal.
Tokyopop brachte die Bände in deutscher Übersetzung heraus – den ersten im Februar 2018 und den letzten im November 2020. Kodansha selbst brachte eine englische Fassung heraus.